# Opmeer
Opmeer (Tây Frisian: Opmar hay Obmar) là một đô thị ở Hà Lan, tỉnh Noord-Holland, vùng Tây-Frisia.

## Các trung tâm dân cư
Đô thị này gồm các trung tâm, thị trấn: Aartswoud, De Weere, Gouwe, Hoogwoud, Opmeer, Spanbroek, Wadway, Zandwerven.